# Liste der Kulturgüter in Champvent
Die Liste der Kulturgüter in Champvent enthält alle Objekte in der Gemeinde Champvent im Kanton Waadt, die gemäss der Haager Konvention zum Schutz von Kulturgut bei bewaffneten Konflikten, dem Bundesgesetz vom 20. Juni 2014 über den Schutz der Kulturgüter bei bewaffneten Konflikten sowie der Verordnung vom 29. Oktober 2014 über den Schutz der Kulturgüter bei bewaffneten Konflikten unter Schutz stehen.
Objekte der Kategorien A und B sind vollständig in der Liste enthalten, Objekte der Kategorie C fehlen zurzeit (Stand: 1. Januar 2023).

## Kulturgüter
| Foto |                                                                           | Objekt | Kat. | Typ | Standort                          | Beschreibung |
| ---- | ------------------------------------------------------------------------- | --- | ---- | --- | --------------------------------- | ------------ |
| ja   | Datei hochladen · Wikidata zu Schloss Champvent (Q2968859)                | Schloss Champvent / Château de Champvent KGS-Nr.: 05970 | A    | G   | Chemin du Château 533769 / 181230 |              |
| ja   | Datei hochladen · Wikidata zu Herrschaftshaus Saint-Christophe (Q3286275) | Landsitz Saint-Christophe mit Herrenhaus, Keller, Speicher und Hühnerstall, zwei Bauernhöfen und Brunnen / Manoir de Saint-Christophe avec maison de maître, cave, grenier et poulailler, deux fermes et fontaine KGS-Nr.: 05971 | A    | G   | Saint-Christophe 532062 / 180581  |              |